# شجاعانه
شجاعانه (به هندی: Himmatvar) فیلمی محصول سال ۱۹۹۶ و به کارگردانی طلعت جانی است. در این فیلم بازیگرانی همچون درمندرا، هیتش، روباینا خان، موکش خانا، جانی لور ایفای نقش کرده‌اند.